# Supertramp (album Supertramp)
Supertramp – debiutancki studyjny album brytyjskiego zespołu rockowego Supertramp, wydany 14 lipca 1970 roku w Wielkiej Brytanii i Kanadzie. Album nie został zauważony na rynku muzycznym. W USA ukazał się dopiero pod koniec 1977 roku, a najwyższą pozycję, jaką osiągnął jest miejsce 158 na liście Billboard 200 w roku 1978. Najbardziej progresywny album w dyskografii zespołu.

## Charakterystyka albumu
Wszystkie teksty piosenek zostały napisane przez Richarda Palmera, ponieważ żaden z członków zespołu nie chciał tego robić. Palmer wyznał później, że pisanie tekstów było dla niego "jak zadanie domowe ze szkoły" w tamtym czasie. Muzyka została napisana przez Rogera Hodgsona i Ricka Daviesa.
Album został nagrany w całości w sesjach nocnych, trwających od 12 w południe do 6 rano, z powodu przesądu który panował wśród członków zespołu, (i który był podsycany opowieściami o tym że Traffic oraz Spooky Tooth też nagrywają późnymi godzinami), że noc to "magiczny" czas do nagrywania. Roger Hodgson wspominał później: "Nasz inżynier, Robin Black, niezmiennie zasypiał w środku sesji nagraniowych, które były dość ciężkie z powodu naszych częstych starć z Palmerem".
Do czasu wydania Crime of the Century utwory z tego albumu były grane na koncertach, później zostały one wyrzucone z repertuaru zespołu i nigdy później nie grane. Wyjątek stanowił utwór "Home Again", który był grany na koncertach przez kilka lat.

## Recenzje
Album zebrał pozytywne opinie, włącznie z recenzją "Daily Express", która mówiła tak: "Debiutancki album grupy obiecujących muzyków i poetów, który jest o wiele bardziej melodyjny niż większość płyt z etykietą "progresywny pop". Mimo to album był komercyjną klapą.
Mike DeGagne, recenzent portalu "Allmusic" pisze, że: "Album zasypany jest pretensjonalnymi instrumentalizacjami, z większym naciskiem na przyjazne instrumenty klawiszowe i gitary niż na kompozycje czy ogólny wyraz muzyki". Jenka przyznał, że "Mieszanina zapału i subtelności" na tym albumie, jest atrakcyjna.

## Lista utworów
Wszystkie utwory autorstwa Ricka Daviesa, Rogera Hodgsona i Richarda Palmera.
Strona A
| 1. | "Surely"                                         | 0:31  |
|    |                                                  |       |
| 2. | "It's a Long Road"                               | 5:33  |
|    |                                                  |       |
| 3. | "Aubade / And I Am Not Like Other Birds of Prey" | 5:17  |
|    |                                                  |       |
| 4. | "Words Unspoken"                                 | 3:59  |
|    |                                                  |       |
| 5. | "Maybe I’m a Beggar"                             | 6:44  |
|    |                                                  |       |
| 6. | "Home Again"                                     | 1:15  |
|    |                                                  |       |
|    |                                                  | 23:19 |
|    |                                                  |       |
Strona B
| 1. | "Nothing to Show" | 4:53  |
|    |                   |       |
| 2. | "Shadow Song"     | 4:23  |
|    |                   |       |
| 3. | "Try Again"       | 12:02 |
|    |                   |       |
| 4. | "Surely"          | 3:08  |
|    |                   |       |
|    |                   | 24:26 |
|    |                   |       |

## Skład
- Rick Davies – organy, harmonijka ustna, fortepian, fortepian elektryczny, śpiew
- Roger Hodgson – gitara akustyczna, gitara basowa, cello, flażolet, śpiew
- Richard Palmer – gitara akustyczna, bałałajka, gitara elektryczna, śpiew
- Robert Millar – perkusja, instrumenty perkusyjne, harmonijka ustna

## Lista
| Rok  | Lista         | Pozycja |
| ---- | ------------- | ------- |
| 1978 | Billboard 200 | 158     |